# Eugénie Garsin
Eugénie Garsin (Marsiglia, 28 gennaio 1855 – Firenze, 27 luglio 1927) è stata un'imprenditrice e scrittrice francese.

## Biografia
Di famiglia livornese discendente da marrani portoghesi, si dedicò ad intraprendere un'attività scolastica di successo, con cui affiancò le alterne fortune della ditta del marito.
Fu madre del dirigente socialista internazionalista Giuseppe Emanuele Modigliani e del pittore Amedeo Modigliani.